# Puerto Cañaveral
Puerto Cañaveral (en inglés: Port Canaveral) es un puerto importante de cruceros ubicado en el levante del estado de Florida (Estados Unidos). Puerto Cañaveral sirve como uno de los principales puntos de salida para cruceros en Florida, especialmente popular entre los visitantes que llegan desde el Aeropuerto Internacional de Orlando y buscan opciones turísticas en la Costa Espacial. Se localiza concretamente en el condado de Brevard, en Cabo Cañaveral. El puerto tiene las terminales de cruceros más concurridas del mundo. En 2022, el puerto tuvo más de 4 millones de pasajeros que lo atravesaron durante el año. Además, cada año circulan más de 5,4 millones de toneladas de carga a granel.
Las cargas primarias incluyen escoria, sal, vehículos, contenedores, petróleo, equipo pesado, madera y agregados. El puerto cuenta con transportadores y tolvas para cargar productos directamente en camiones e instalaciones para contenedores de carga a granel. El canal tiene unos 13 m (44 pies) de profundidad.
El puerto exporta cítricos frescos; jugo de cítricos congelado a granel almacenado en uno de los almacenes congeladores más grandes del estado; cemento; y materiales de construcción. El puerto recibe madera, sal para ablandar el agua, automóviles y láminas y placas de acero. Transborda artículos por tierra, mar, aire y espacio.
En promedio, diez barcos ingresan al puerto cada día. Esto incluye barcos de líneas de cruceros como Carnival, Disney, Royal Caribbean, Norwegian y más.